# Tetramorium robustior
Tetramorium robustior är en myrart som beskrevs av Auguste-Henri Forel 1892. Tetramorium robustior ingår i släktet Tetramorium och familjen myror. Inga underarter finns listade i Catalogue of Life.

## Bildgalleri

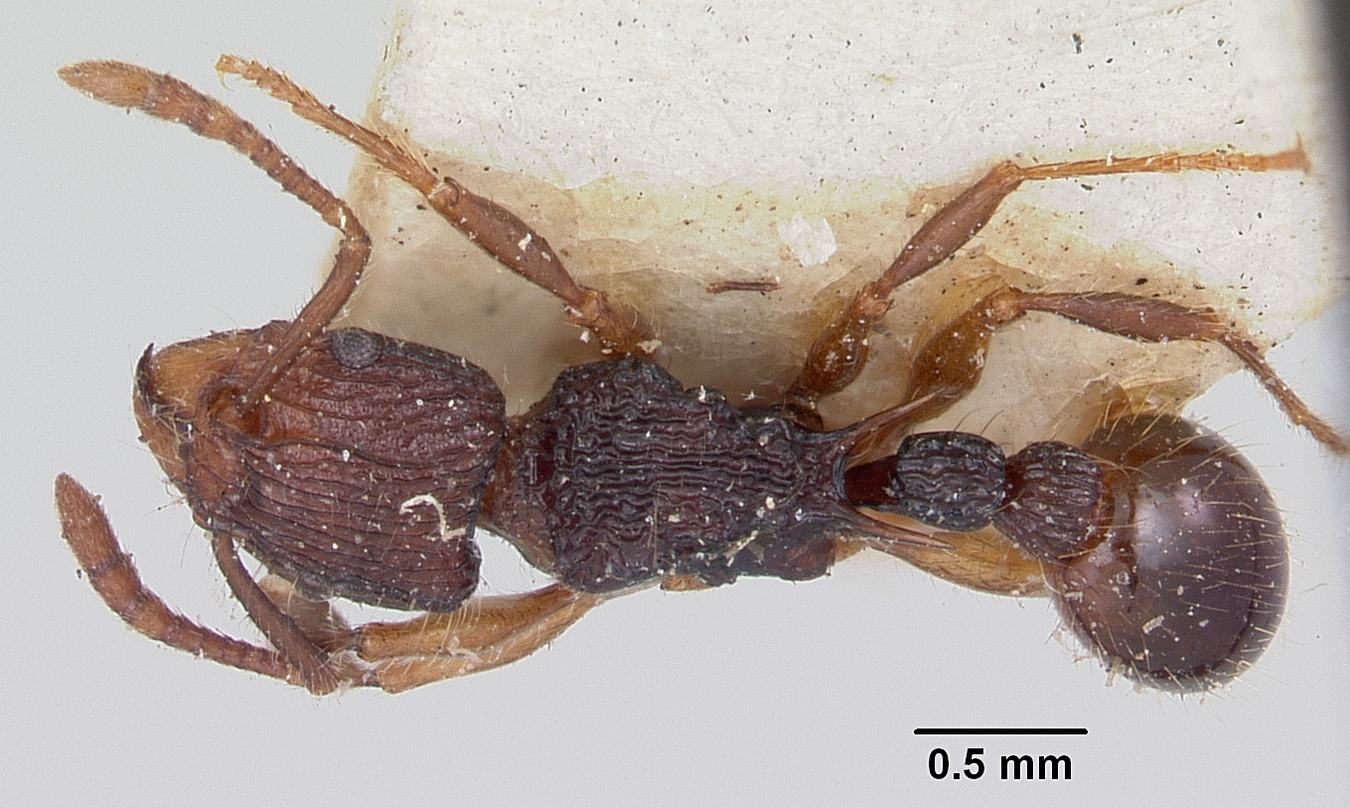
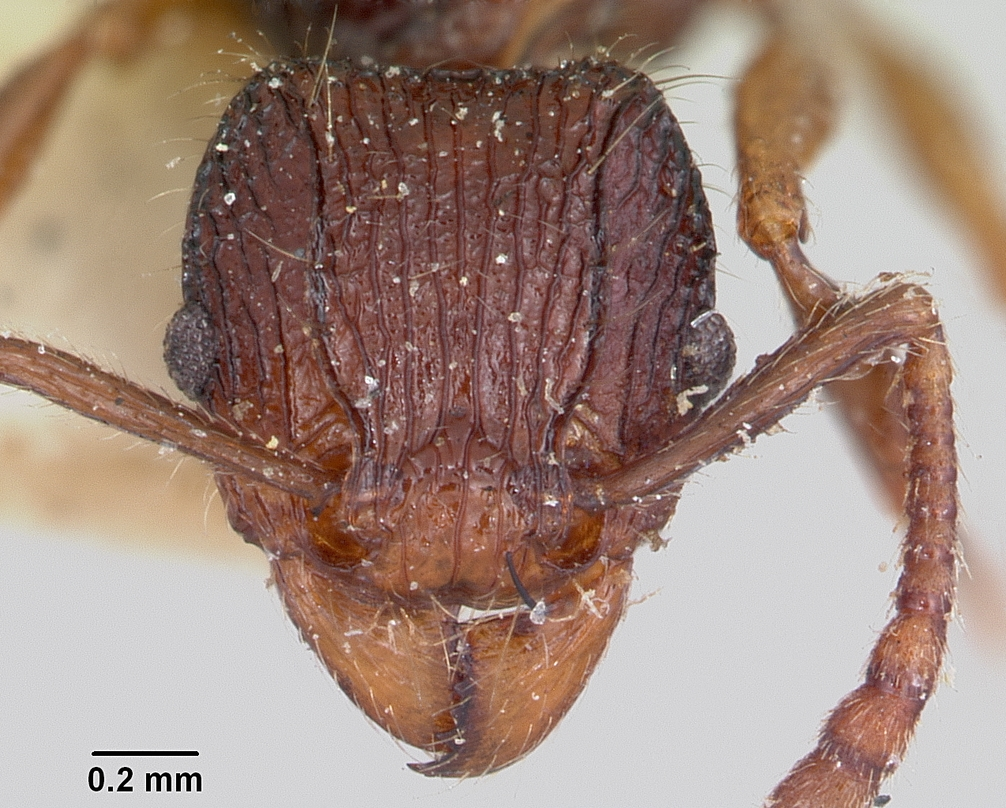
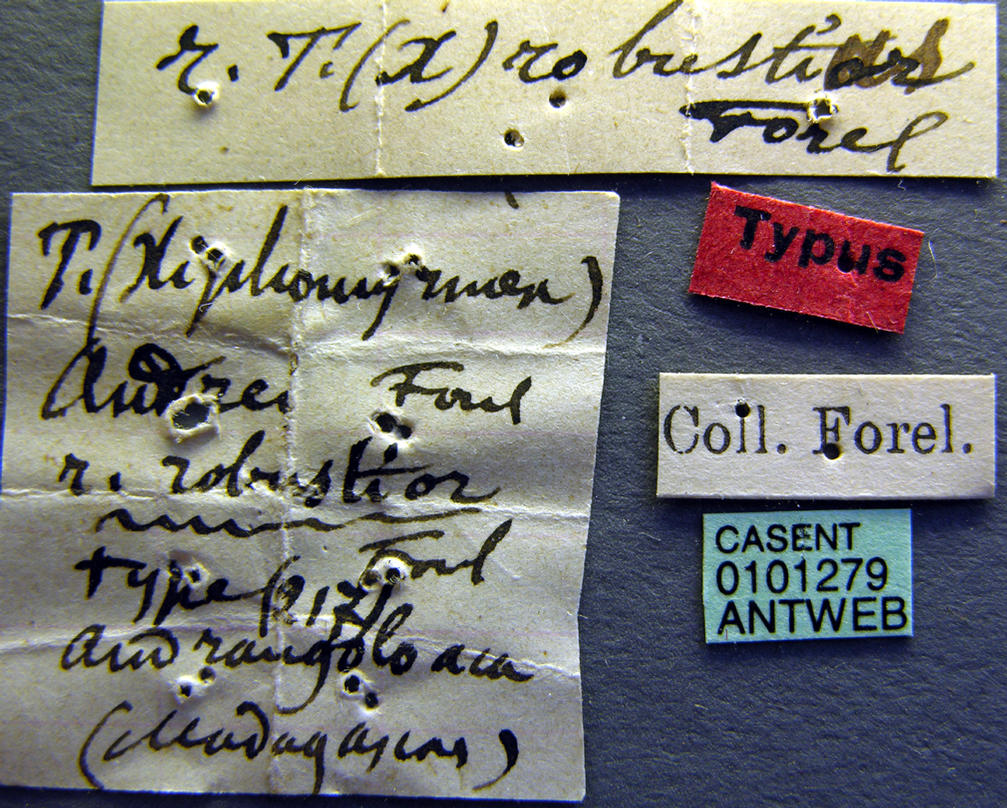
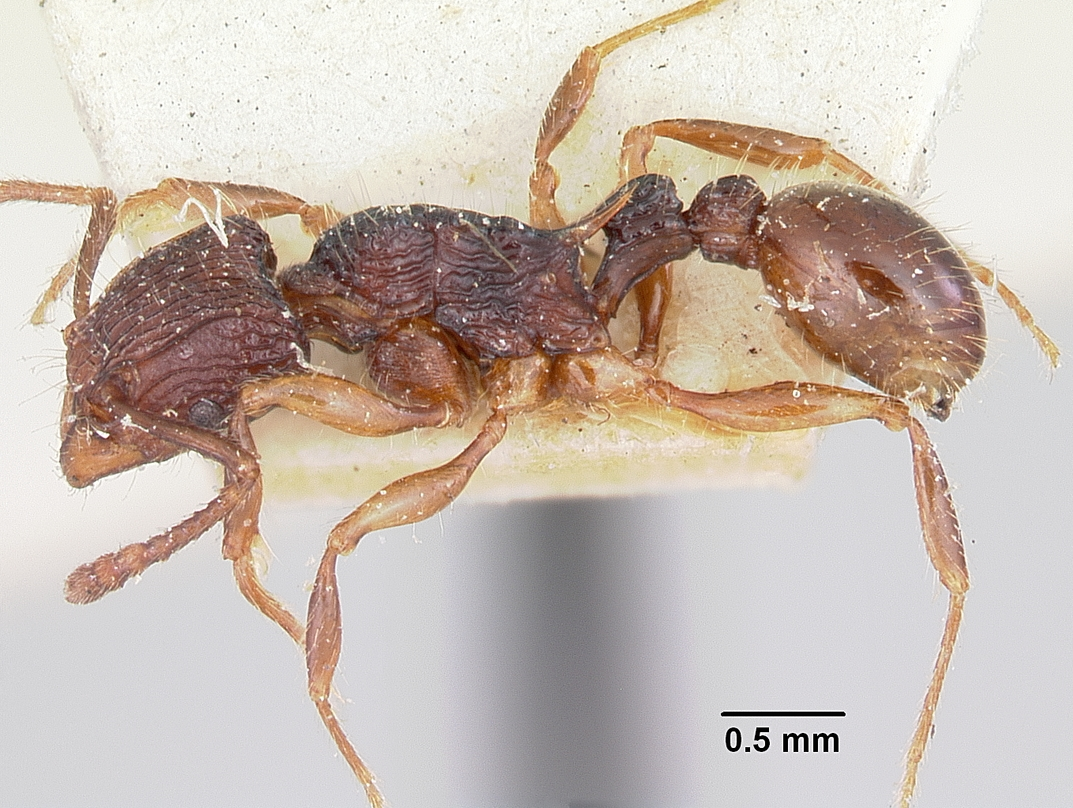
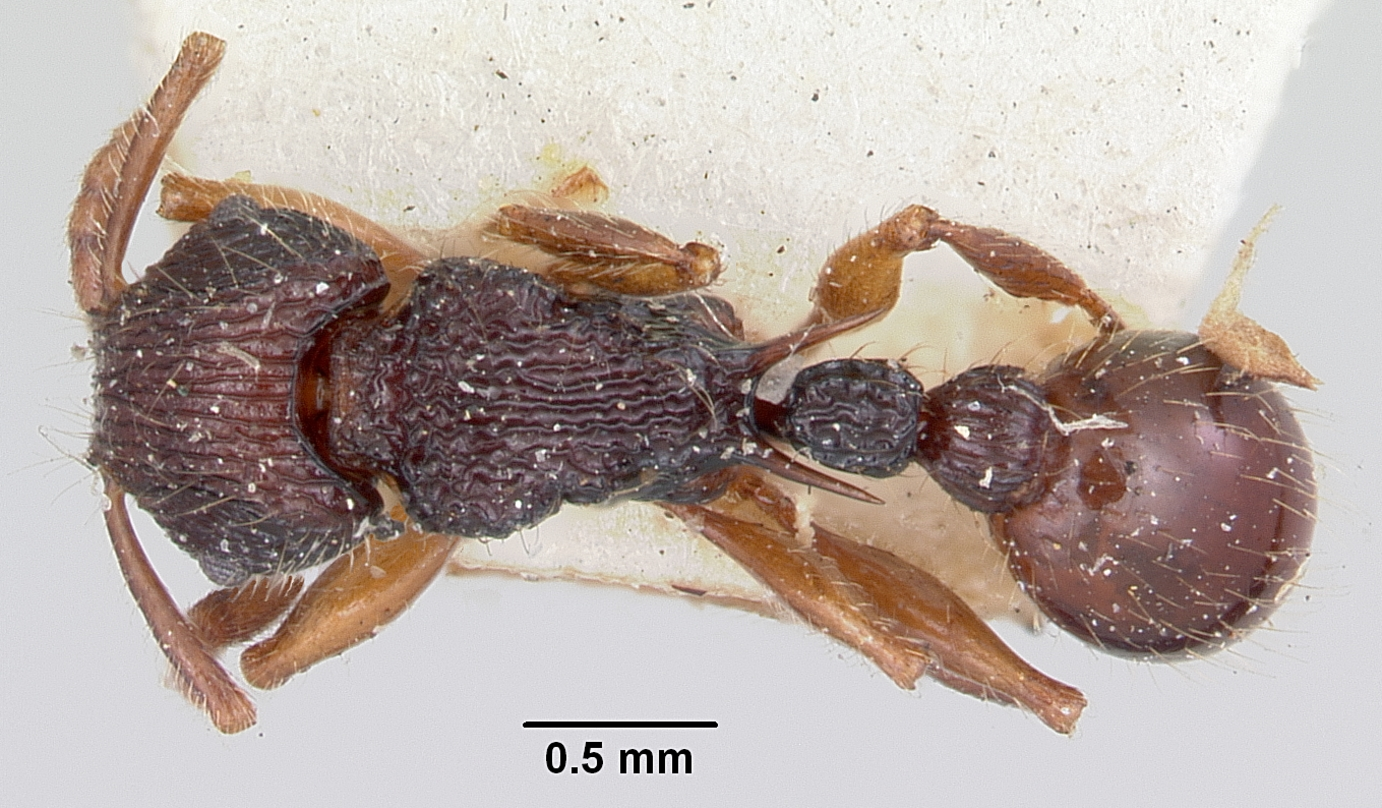
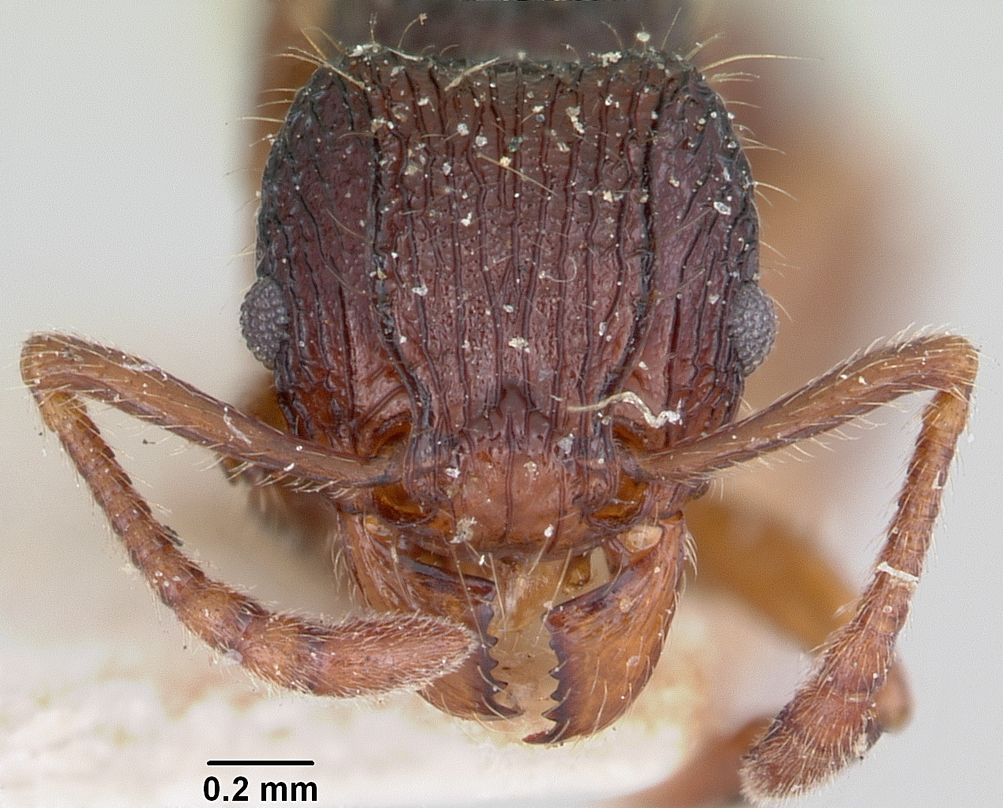